# Tajimi
Tajimi (Japans: 多治見市, Tajimi-shi) is een stad in de prefectuur Gifu op het eiland Honshu in Japan. De stad heeft een oppervlakte van 91,24 km² en eind 2008 bijna 115.000 inwoners.
In Tajimi staat een klooster van de Missionarissen van Steyl.

## Geschiedenis
Op 1 augustus 1940 werd Tajimi een stad (shi).
Stadsuitbreidingen:
- op 11 februari 1944 met het dorp Ikeda (池田村, Ikeda-mura) en nog een dorpje;
- op 5 maart 1951 met het dorp Ichinokura (市之倉村, Ichinokura-mura);
- op 23 januari 2006 de gemeente Kasahara (笠原町, Kasahara-chō), nadat al een eerste deel van de gemeente op 1 april 1952 was ingedeeld bij Tajimi.

De hoogste temperatuur ooit in Japan gemeten, 40,9° Celsius, werd op 16 augustus 2007 in Tajimi gemeten.

## Economie
Tajimi is bekend van de porseleinfabrieken.

## Verkeer
Tajimi ligt aan de Chūō-hoofdlijn en de Taita-lijn van de Central Japan Railway Company.
Tajimi ligt aan de Chūō-autosnelweg en aan de autowegen 19 en 248.

## Bezienswaardigheden
- Eiho-ji (永保寺, Eihō-ji), een zentempel van de Rinzaischool
- Het Museum voor Moderne Keramische kunst

## Geboren in Tajimi
- Toyozo Arakawa (荒川 豊蔵, Arakawa Toyozō), keramist
- Takao Kajimoto (梶本 隆夫 Kajimoto Takao), honkballer
- Toshiyuki Horie (堀江 敏幸, Horie Toshiyuki), auteur en literair vertaler

## Stedenband
Tajimi heeft een stedenband met
- Terre Haute, Verenigde Staten, sinds 1962

## Aangrenzende steden
- Inuyama
- Kani
- Kasugai
- Seto
- Toki